# Флис, Марцин
Ма́рцин Флис (пол. Marcin Flis; 10 февраля 1994, Быхава, Польша) — польский футболист, защитник «ЛКС» (Лодзь).

## Карьера

### Клубная
Марцин выступал за детские и юношеские команды «Сток» из Закжовека, «Сигнал» из Люблина. В 2010 году присоединился к молодёжной команде «Руха» из Хожува.
Вскоре Флис перешёл в «Белхатув», в основном составе которого дебютировал 19 мая 2013 года во встрече против «Заглембе».
По итогам сезона 2012/13 «Белхатув» покинул Экстраклассу, и Марцин стал получать больше игровой практики в Первой лиге. Защитник провёл 17 матчей в сезоне 2013/14 и помог своему клубу возвратиться в высший футбольный дивизион Польши.

### В сборной
Марцин выступал за юношеские сборные Польши до 17, до 19 и до 20 лет.